# Colladonus torneellus
Colladonus torneellus är en insektsart som först beskrevs av Zetterstedt 1828.  Colladonus torneellus ingår i släktet Colladonus, och familjen dvärgstritar. Arten är reproducerande i Sverige.